# Tesseralik Island
Tesseralik Island – niezamieszkana wyspa w zatoce Cumberland, w regionie Qikiqtaaluk, na terytorium Nunavut, w Kanadzie. 
W pobliżu Tesseralik Island położone są wyspy: Beacon Island, Ugpitimik Island, Kekertukdjuak Island, Tuapait Island, Akulagok Island, Kekerten Island, Aupaluktok Island i Miliakdjuin Island.